# علم تقنية النانو الفيروسي
تتكون الفيروسات من مادة وراثية (حمض نووي) و كبسولة وبعض الفيروسات تحمل غلاف خارجي، يتراوح قطر الكبسولة في معظم الفيروسات بين 20-500 نانومتر، لهذا السبب تم اعتبار الفيروسات جسيمات نانونية توجد بشكل طبيعي. يدرس كل من علم تقنية النانو والهندسة النانونية الجسيمات النانونية للفيروسات، حيث تعد الفيروسات جسيمات نانونية منذ بداية الخلقية. تمت دراسة العديد من الفيروسات المختلفة للتطبيقات المختلفة في تقنية النانو فمثلاً يتم تطوير فيروسات الثدييات كنواقل لتوصيل الجينات وقد استخدمت فيروسات البكتيريا والفيروسات النباتية في تطبيقات نقل و توصيل الأدوية وتصويرها وكذلك في اللقاحات والحقن في العلاج المناعي.

## مقدمة في علم تقنية النانو للفيروسات
تعد تقنية النانو للفيروسات أحد التخصصات الواعدة والناشئة في التقنية الحيوية باستخدام جسيمات النانو وهو حقل متعدد التخصصات. يعد علم تقنية النانو الفيروسية نقطة وصل وتفاعل بين مجموعة من العلوم منها علم الفيروسات وعلم التقنية الحيوية بالإضافة إلى علم الكيمياء وعلوم الكيمياء الجزيئية. تستخدم الجسيمات النانونية الفيروسية (viral nanoparticles) ونظيراتها من الجسيمات النانونية الشبيهة بالفيروسات (virus-like nanoparticles) في المجالات المختلفة للإلكترونيات وأجهزة الاستشعار والأهم من ذلك في مجال الطب السريري. الجسيمات النانوية الفيروسية والجسيمات النانونية الشبيهة بالفيروسات هما لبنات بناء واعدة لعدة أسباب منها: كلا الجسيمين بحجم النانومتر وهي أحادية الجانب مع درجة عالية من التماثل والتعدد، كما يمكن إنتاجها بسهولة على نطاق واسع وايضا هي جسيمات مستقرة وقوية بشكل استثنائي ومتوافقة حيوياً وفي بعض الحالات تستخدم كجرعات من خلال الفم، وهي ايضاً وحدات «قابلة للبرمجة» يمكن تعديلها إما عن طريق التعديل الوراثي أو طرق الاقتران الكيميائي الحيوي. 

## الفيروسات
الفيروس هو مخلوق أو جسيم حيوي معدي يصيب العائل الحي ويتكاثر داخل خلاياه. الفيروسات تصيب جميع المخلوقات الحية، حيث يمكن أن تسبب المرض في الإنسان والحيوان والنبات وقد تصيب المخلوقات الحية الدقيقة أيضا. علم دراسة الفيروسات يسمى علم الفيروسات. الفيروسات لا تحتوي على خلايا على عكس معظم المخلوقات الحية، حيث يتم تكاثر الفيروسات الجديدة في الخلايا المضيفة المصابة. لذلك تسمى الفيروسات في نهاية المطاف بأنها طفيليات إلزامية، تحتوي الفيروسات على المادة الوراثية (الحمض النووي DNA أو الحمض النووي الريبوزي RNA) التي تمنحها القدرة على التكاثر والتطور. كما أن لديها طبقة واقية تسمى الكبسولة والتي تتكون من العديد من المركبات البروتينية تسمى الكابسومير. تحتوي بعض الفيروسات على ميزات هيكلية إضافية مثل غلاف دهني فوق الكبسولة أو قد تتكون من هياكل منفصلة كالرأس والذيل مثل الفيروس البكتيري Bacteriophage. في كل عام يتم اكتشاف فيروسات جديدة لها القدرة على الإصابة بالأمراض وقد تؤدي للموت في جميع أنحاء العالم، حتى الآن تم اكتشاف ووصف أكثر من 5000 نوع من الفيروسات.
تنتشر الفيروسات بطرق متعددة، كما أن العديد من الفيروسات متخصصة للغاية للنوع أو الأنسجة المضيفة التي تهاجمها، يعتمد كل نوع من أنواع الفيروسات على طريقة معينة للانتشار فمثلاً تنتشر الفيروسات النباتية من نبات لآخر عن طريق الحشرات والمخلوقات الحية الأخرى وهي تعرف بـ النواقل (vectors)، وتنتشر بعض الفيروسات التي تصيب الحيوانات أو الإنسان عن طريق التعرض لسوائل الجسم المصابة. العدوى الفيروسية يمكن أن تسبب المرض في البشر والحيوانات وحتى النباتات.

## ما هي تقنية النانو؟
تقنية النانو هي التعديل أو التجميع الذاتي للذرات الفردية أو الجزيئات أو المجموعات الجزيئية في هياكل لإنشاء مواد وأجهزة ذات خصائص جديدة أو مختلفة إلى حدً كبير. يمكن لتقنية النانو أن تعمل بالاتجاه التنازلي من الأعلى إلى الأسفل (مما يعني تقليل حجم الجسيمات الصغيرة إلى مقياس النانو) أو من الأسفل إلى الأعلى (والذي يتضمن معالجة الذرات والجزيئات الفردية في الجسيمات النانونية). يعتمد تعريف النانو على البادئة «نانو» من الكلمة اليونانية وتعني «قزم»، اما المعنى التقني لكلمة nano أي من 10 إلى 9 اوبمعنى اخر مليار واحد من شيء ما، ولإجراء مقارنة ذات معنى يمكن تقدير حجم الفيروس بحوالي 100 نانومتر، على اعتبار أن الفيروسات جسيمات نانونية متناهية الصغر. تُستخدم كلمة النانو عمومًا عند الإشارة إلى المواد التي يتراوح حجمها بين 0.1 و 100 نانومتر، ومع ذلك فمن الضروري أيضًا أن تمتلك هذه المواد خواص مختلفة عن المواد السائلة (أو الميكرومترية) نظراً لصغر حجمها،  وتشمل هذه الاختلافات القوة الفيزيائية والتفاعل الكيميائي والتوصيل الكهربائي والمغناطيسي والتأثيرات البصرية.
لدى تقنية النانو سلسلة غير محدودة تقريبا من التطبيقات في علم الأحياء والتقنية الحيوية والطب الحيوي. حيث ولدت تقنية النانو شعورًا متزايدًا بالإثارة بسبب القدرة على إنتاج واستخدام المواد والأجهزة والأنظمة من خلال التحكم في حجم المادة بمقياس النانومتر (من 1 إلى 50 نانومتر). تعد منهجية المعالجة من الاسفل إلى الاعلى اقل تكلفة وتلوثاً من الطرق الأخرى. لدى تقنية النانو العديد من التطبيقات التجارية في تقنية الليزر المتقدمة والطلاء الصلب والتصوير الفوتوغرافي والمستحضرات الصيدلانية والطباعة والتلميع الكيميائية الميكانيكية ومستحضرات التجميل ايضاً. قريبًا جداً سوف يكون هنالك سيارات أخف تستخدم البوليمرات المقواة بالجسيمات متناهية الصغر والأنسولين المتناول عن طريق الفم وايضاً المفاصل الصناعية المصنوعة من مواد بحجم النانو والأطعمة منخفضة السعرات الحرارية باستخدام محسنات الطعام ذات جزيئات بحجم النانو.

## الفيروسات كقواعد أساسية في تقنية النانو
منذ فترة طويلة تدرس الفيروسات على أنها مسببات الأمراض الفتاكة المسببة للأمراض لجميع المخلوقات الحية. ومع بداية الخمسينات بدأ الباحثون في التفكير في الفيروسات كأدوات مساعدة بالإضافة إلى أنها مسببات للأمراض. وقد تم استخدام المورثات البكتيرية ومركبات البروتين على نطاق واسع كأدوات لفهم العملية الخلوية الأساسية. على أساس هذه الدراسات تم استغلال العديد من الفيروسات كنظم تعبير في التكنولوجيا الحيوية. في وقت لاحق في 1970م تم استخدام الفيروسات باعتبارها ناقلات لصالح البشر. ومنذ ذلك الحين بدأ استخدام الفيروسات كنواقل للعلاج الجيني ومكافحة السرطان والتحكم في المخلوقات الحية الضارة في كل من الزراعة والطب. 
في السنوات الأخيرة بدأ نهج جديد لاستغلال الفيروسات وكبسولاتها في التقنية الحيوية في التغيير نحو استخدامها في تطبيق تقنية النانو. الباحثان دوغلاس ويونغ (من جامعة ولاية مونتانا في الولايات المتحدة الأمريكية) هم أول من استخدم الكبسولة الفيروسية كجسيمات نانونية الحجم،  لقد استخدموا فيروس فسيفساء اللوبيا (Cowpea Chlorotic Mottle Virus) في أبحاثهم، حيث أصبح هذا الفيروس النباتي منصة ديناميكية لقدرته على القيام بتحولات هيكلية تعتمد على الرقم الهيدروجيني والأيونات المعدنية. استفاد دوغلاس ويونغ من هذه الكبسولات الديناميكية في تبديل المركبات الطبيعية (كالحمض النووي) مع المواد الصناعية. منذ ذلك الحين تم استخدام العديد من الفيروسات البكتيرية الأخرى لعدة مجالات. في نفس الوقت تقريبًا كان فريق البحث بقيادة مان (جامعة بريستول في المملكة المتحدة) رائدًا في منطقة جديدة باستخدام جزيئات على شكل قضبان من فيروس فسيفساء التبغ (Tobacco Mosaic Virus) تم استخدام هذه الجزيئات كقوالب لتصنيع مجموعة من هياكل الأنابيب النانونية المعدنية باستخدام خواص المعادن.  بعد هذا الاختراع تم استخدام جزيئات فيروس فسيفساء التبغ لإنشاء هياكل متعددة كالأنابيب والأسلاك النانونية لاستخدامها في البطاريات وأجهزة تخزين البيانات. 
جذبت الكبسولات الفيروسية اهتمامًا كبيرًا في مجال الأحياء النانونية بسبب حجمها والتنظيم الهيكلي المتماثل فيها وايضا سعة الحقن والتجميع الذاتي القابل للتحكم وسهولة التعديل. الفيروسات هي بشكل أساسي مواد نانونية توجد بشكل طبيعي لها القدرة على التجميع الذاتي بدرجة عالية من الدقة.  تعد الهياكل الهجينة للكبسولات الفيروسية جسيمات نانو وهي تجمع بين الأنشطة الحيوية للكبسولة الفيروسية ووظائف الجسيمات النانونية، حيث انها تعتبر فئة جديدة من المواد الحيوية التي من الممكن استخدامها في العديد من التطبيقات كنواقل علاجية وتشخيصية وعوامل تصوير ومفاعلات تركيب متناهية الصغر.

## الفيروسات النباتية في تقنية النانو
يعد نظام الفيروسات النباتية النانونية على وجه الخصوص من بين الأكثر تطوراً واستغلالاً في مجال تقنية النانو لاستخداماتها المتعددة كجسيمات متناهية الصغر ذات هيكل حيوي وناقلات نانونية. أثبتت الدراسات بواسطة (Raja muthuramalingam واخرون في عام 2018 م) أن جسيمات النانو للفيروسات النباتية غير ممرضة لخلايا الثدييات. حيث ان فيروسات النبات لها حجم مناسب بشكل خصوصا لتطبيقات النانو ويمكنها أن تقدم العديد من المزايا منها: انها ذات هيكل موحد وقوية وقابلة للتحلل وسهلة الإنتاج.  يجدر الإشارة هنا، ان هنالك العديد من الأمثلة المتعلقة بوظيفة الجسيمات النانونية والعائدة إلى الفيروسات النباتية حيث تم تعديل سطحها الخارجي وحقنها بالمركبات المرادة في تجويفها الداخلي، هذه المرونة في هندسة الجسيمات النانونية هي الأساس الذي من خلاله ساعد للاستفادة الكاملة منها في قدرتها على التعدد وسعة تجويفها للحقن بالمواد النافعة وقدرتها على النقل والتوصيل للجزء المستهدف.
كتب جورج لومونوسوف في كتابه «التطورات الحديثة في علم الفيروسات النباتية» المصدر في عام 2011 م، إن كبسولات معظم فيروسات النبات عبارة عن هياكل بسيطة وقوية تتكون من نسخ متعددة من نوع واحد أو بضعة أنواع من وحدات البروتين الفرعية مرتبة إما بالتوازي المتناظر أو التناظر الحلزوني. حيث يمكن إنتاج الكبسولات بكميات كبيرة إما عن طريق إصابة النباتات أو عن طريق إنتاج الوحدات الفرعية في مجموعة متنوعة من الأنظمة غير المتجانسة. في ضوء بساطتها النسبية وسهولة إنتاجها جذبت جسيمات الفيروسات النباتية أو الجزيئات الشبيهة بالفيروسات الكثير من الاهتمام على مدار العشرين عامًا الماضية للتطبيقات في كل من التقنية الحيوية والتقنية النانونية. ونتيجة لذلك، تعرضت جزيئات الفيروس النباتية إلى كل من التعديل الوراثي والكيميائي وتم استخدامها لنقل المركبات المطلوبة وإدراجها في هياكل جزيئات معقدة. ومن المثير للاهتمام فإن الفيروسات النباتية التي تمت دراستها ليست من مسببات الأمراض البشرية، وليس لديها ميل طبيعي للتفاعل مع مستقبلات سطح الخلية البشرية. في الآونة الأخيرة تم استخدام فيروس مُمْرِض للنبات في تصنيع مواد نانونية معدنية هجينة نقية كموصلات حيوية. 

### الفيروسات النباتية
تسبب الفيروسات العديد من الأمراض النباتية المدمرة والتي تكون مسؤولة عن الخسائر الهائلة في إنتاج المحاصيل وجودتها في جميع أنحاء العالم. قد تظهر النباتات المصابة مجموعة من الأعراض اعتمادًا على المرض، ولكن غالبًا ما يكون هنالك تجعد شديد في الورقة وتقزم (هو الشذوذ في النبات بالكامل) وإصفرار الأوراق (إما الورقة بأكملها أو بنمط من الخطوط أو البقع). تنتقل معظم الفيروسات النباتية عن طريق المخلوقات الحية الناقلة كالحشرات اوالديدان الخيطية اوالبلازميدات، والتي تتغذى على النبات أو في بعض الاحيان تتم الإصابة من خلال الجروح التي تحدث في النبات أثناء الممارسات الزراعية مثل التقليم. تم استخدام العديد من الفيروسات النباتية مثل فيروس فسيفساء التبغ كمنظمات نموذجية لفهم كيفية تعبير الفيروسات عن الجينات وتكرارها. سمح آخرون لتوضيح العمليات الكامنة وراء تثبيط الحمض النووي الريبوزي، والتي أصبحت معروفة الآن كآلية جينية أساسية تدعم العديد من مجالات علوم الأحياء.

## بعض خصائص الجسيمات النانونية الفيروسية
- تأتي الفيروسات النباتية بأشكال وأحجام عديدة، على سبيل المثال يبلغ حجم فيروس فسيفساء التبغ 300 × 18 نانومتر على شكل أنبوب مجوف، [22] ويُشكل فيروس البطاطس خيوطًا مرنة يبلغ حجمها 515 × 13 نانومتر.[23] الفيروسات الأخرى لها تناظر جغرافي وقياس ما بين 25-30   نانومترمنها: فيروس فسيفساء اللوبيا والفيروس [24] البكتيري والفيروسات المتعلقة بالثدييات.[25]
- هذه بعض الأمثلة فقط، فهنالك العديد من الفيروسات المختلفة التي يجري تصميمها ودراستها من أجل الاستخدامات المتعدده في الطب، بعض الأمثلة عليها: فيروسات النبات مثل فيروس تبرقش اللوبيا الملون وفيروس تبرقش البرسيم الأحمر وفيروس فسيفساء الكاكا وفيروس فسيفساء البابايا.
- فيروسات النبات والبكتريا ليست معدية للثدييات على عكس فيروسات الثدييات، لا يوجد خطر من الإصابة بعدوى فيروسية منها.
- يمكن إنتاج الـ جسيمات شبيهة بالفيروسات وتفتقر إلى الحمض النووي الفيروسي، وهذه غير معدية أيضًا للنباتات وبالتالي تعتبر آمنة أيضًا من الناحية الزراعية. [4]
- يمكن إنتاج الفيروسات ونظيراتها غير المعدية من خلال الزراعة الجزيئية في النباتات أو التخمير في استنبات الخلايا.
- يمكن تصميم الجسيمات النانونية القائمة على الفيروسات لتطبيقات محددة باستخدام عدد من مناهج الكيمياء الحيوية منها:
  - استخدام التعديل الوراثي لتعديل تسلسل الأحماض الأمينية لبروتين الكبسولة الفيروسية (المعروف أيضًا باسم بروتين الغلاف).[26]
  - استخدامها لنقل الشحنات غير الحيوية أو الحيوية.[27]
  - أخيرًا، بينما تظهر الفيروسات في الغالب كمواد صلبة هي بالأساس عبارة عن مواد ديناميكية تخضع لتغيرات توافقية تسمح بنقل الشحنة أو تغليفها في كبسولاتها الفيروسية.[28]

يتم من خلال منصة تقنية الفيروسات النباتية دراسة العديد من الأنواع وتطويرها لاستخدامها في تطبيقات عدة منها:
- اللقاحات: باستخدام الجسيمات النانونية الشبيهة بالفيروسات أو منصات العرض epitope
- العلاجات المناعية: إنتاج اللقاح من نفس الموقع
- عوامل التباين في التصوير الجزيئي
- توصيل الأدوية: يستهدف كل من صحة الإنسان وصحة النبات
- أقطاب البطارية
- تطبيقات الاستشعار